# Courmemin
Courmemin ist eine französische Gemeinde mit 498 Einwohnern (Stand: 1. Januar 2022) im Département Loir-et-Cher in der Region Centre-Val de Loire; sie gehört zum Arrondissement Romorantin-Lanthenay und zum Kanton Chambord. Die Einwohner werden Courmeminois genannt.

## Geographie
Die Gemeinde Courmemin liegt etwa 28 Kilometer ostsüdöstlich von Blois und etwa 49 Kilometer südsüdwestlich von Orléans in der Seenlandschaft Sologne. Nachbargemeinden von Courmemin sind Bauzy im Norden, Vernou-en-Sologne im Osten, Veilleins im Südosten und Süden, Mur-de-Sologne im Süden und Westen sowie Fontaines-en-Sologne im Westen und Nordwesten.

## Bevölkerungsentwicklung
| Jahr                       | 1962 | 1968 | 1975 | 1982 | 1990 | 1999 | 2006 | 2013 | 2022 |
| Einwohner                  | 603  | 588  | 505  | 503  | 526  | 471  | 510  | 519  | 498  |
| Quellen: Cassini und INSEE |      |      |      |      |      |      |      |      |      |

## Sehenswürdigkeiten
- Kirche Saint-Aignanaus dem 13. Jahrhundert
- alte Lehm- und Fachwerkbauten

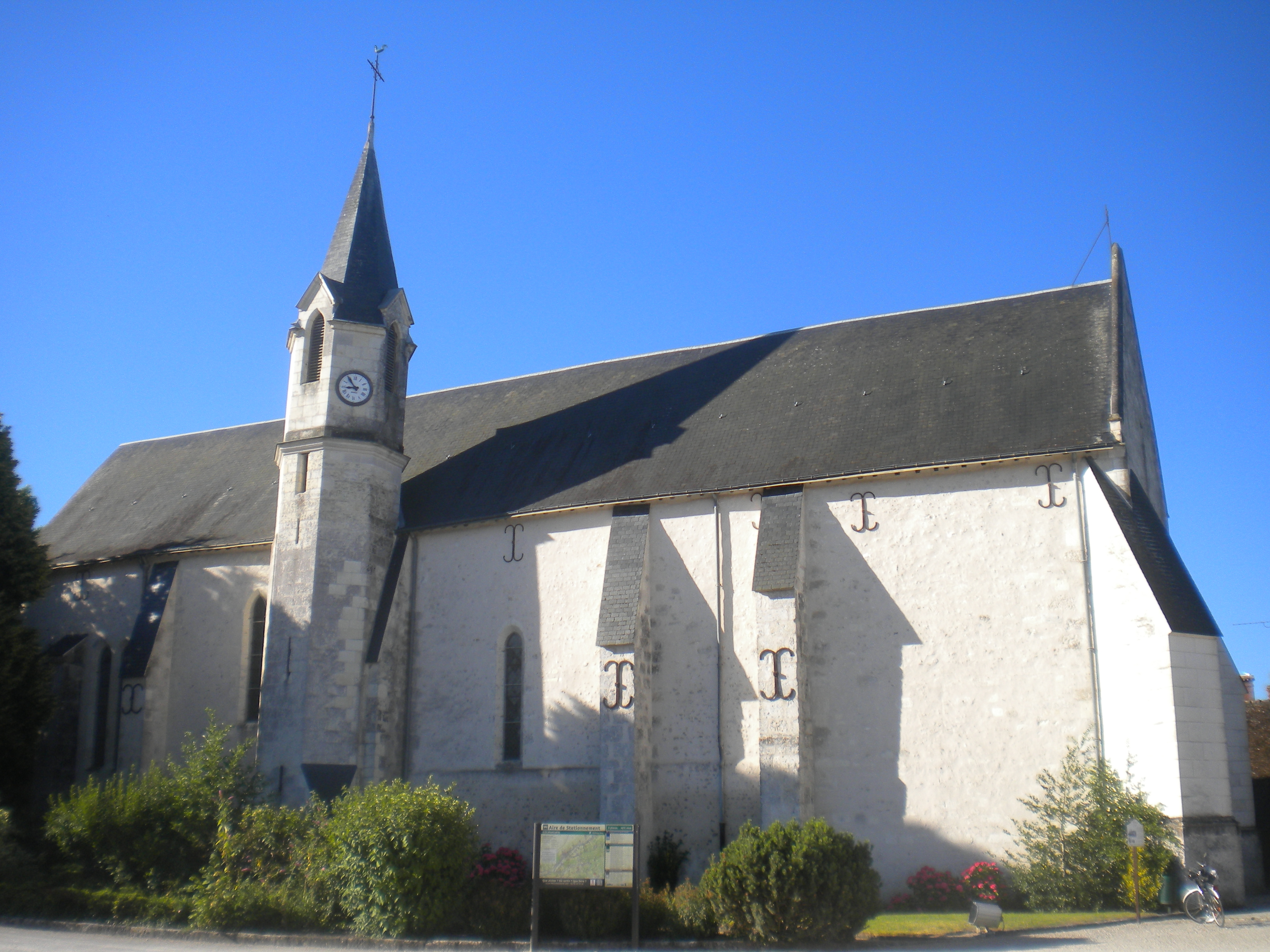
Kirche Saint-Aignan
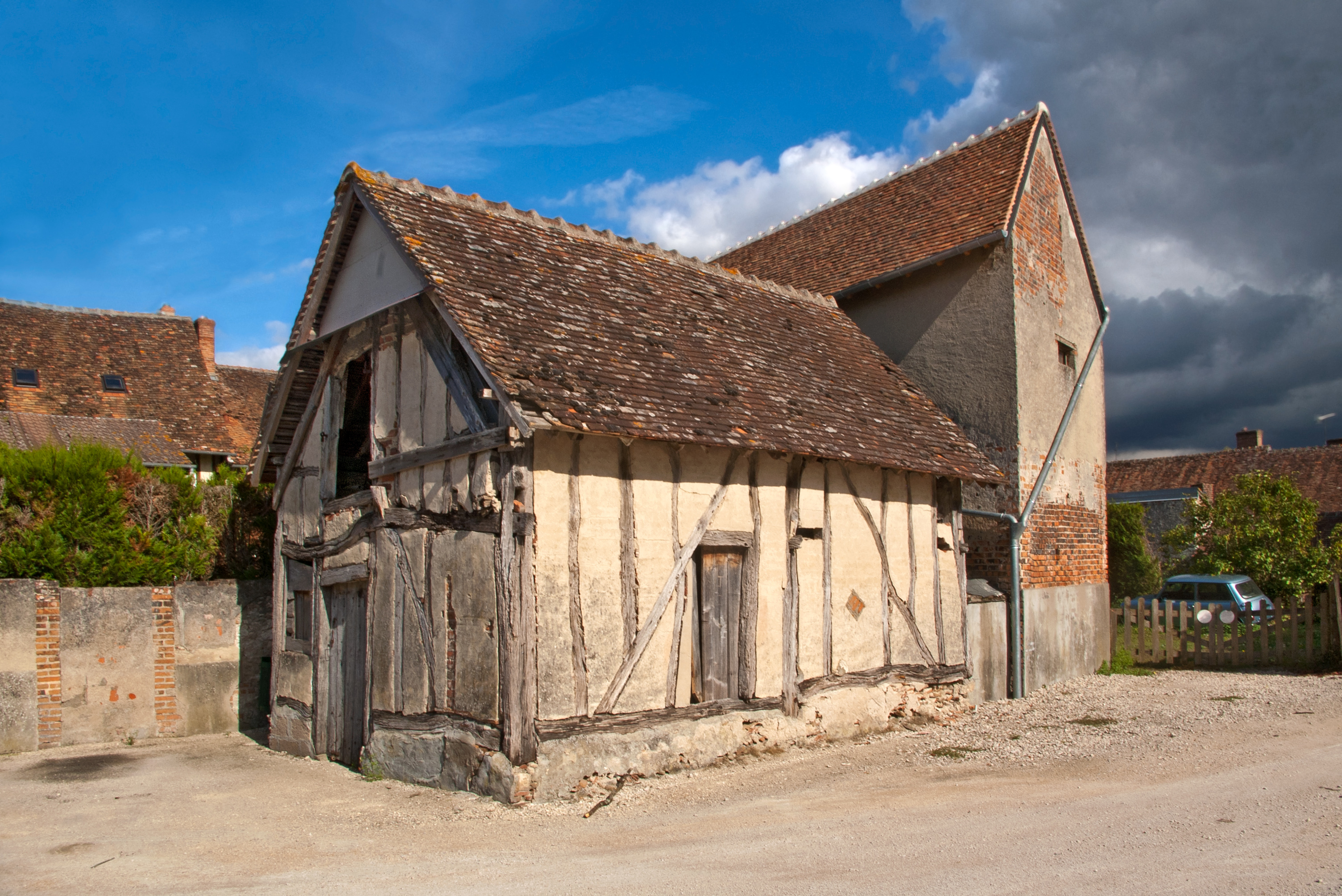
Altes Lehmhaus
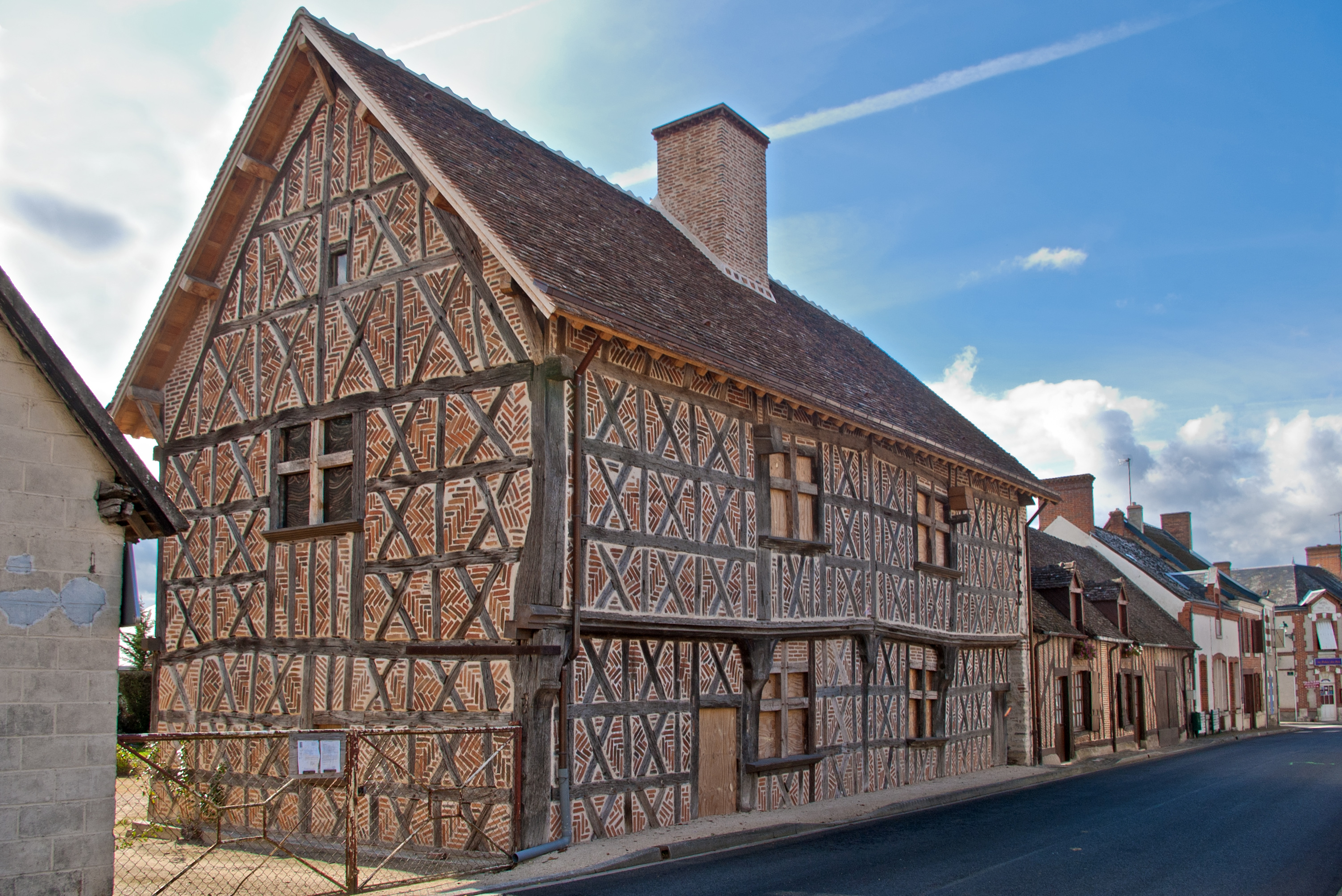
Altes Fachwerkhaus (1510)